# IC 634
IC 634 ist eine Balken-Spiralgalaxie vom Hubble-Typ SBa im Sternbild Sextant südlich des Himmelsäquators. Sie ist schätzungsweise 366 Millionen Lichtjahre von der Milchstraße entfernt und hat einen Durchmesser von etwa 130.000 Lichtjahren. 

Im selben Himmelsareal befinden sich u. a. die Galaxien NGC 3326 und IC 628.
Das Objekt wurde am 7. April 1893 vom französischen Astronomen Stéphane Javelle entdeckt.